# Cilly Aussem

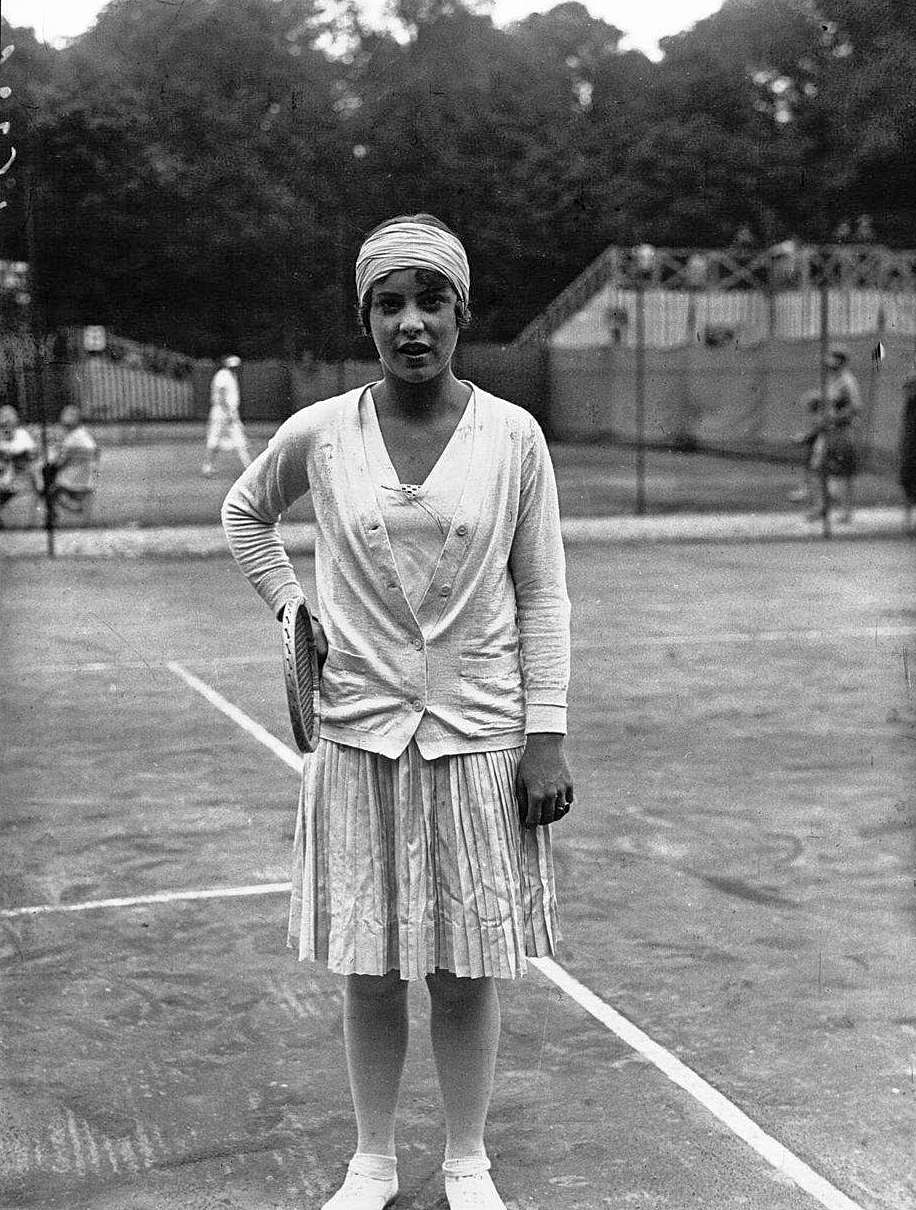
Cilly Aussem vid Franska öppna mästerskapen i tennis 1927.

Cilly Aussem, från 1936 som gift grevinnan Morari Della Corta Brae, född 4 januari 1909 i Köln, död 22 mars 1963 i Portofino, Italien, var en tysk tennisspelare.

## Tenniskarriären
Cilly Aussem debuterade i Wimbledonmästerskapen 1927 men verkliga framgångar i Grand Slam-turneringar nådde hon först 1930. Det året vann Cilly Aussem mixed dubbel-titeln i Franska mästerskapen tillsammans med den amerikanske storspelaren Bill Tilden och nådde dessutom semifinal i singel i Wimbledonmästerskapen som hon spelade mot Elizabeth Ryan. Vid ett skede i den matchen föll hon så att hon slog i huvudet och medvetslös fick bäras av banan. Det har spekulerats om detta var orsaken till senare besvär med känsliga ögon som tvingade henne att periodvis dagtid vistas i mörka rum. Trots dessa problem kunde hon fortsätta att spela tennis på högsta nivå, och vann sin första Grand Slam-titel i singel i 1931 års Franska mästerskap, där hon i finalen besegrade engelskan Betty Nuthall med 8-6, 6-1. Hon seedades därefter som etta i Wimbledonmästerskapen samma år och nådde finalen. Hon mötte där landsmaninnan Hilde Krahwinkel Sperling i en heltysk final, som hon vann med 6-2, 7-5. Sperling vann senare Franska öppna 1935 - 37. 
Efter sin singelseger i Wimbledon gjorde Cilly Aussem en turné i Sydamerika, där hon drabbades av en leversjukdom och blindtarmsinflammation. Hon kunde inte ställa upp i 1932 års Wimbledonturnering. Hon nådde efter sin sjukdom aldrig mer upp till samma spelstyrka hon hade 1930 och 1931, då hon rankades som världstvåa bland amatörer. År 1934 spelade hon i Wimbledon för sista gången och nådde då kvartsfinal i singel.
Cilly Aussem blev tysk mästarinna i tennis 1927, 1930 och 1931.

## Spelaren och personen
Cilly Aussem var småväxt och fysiskt vek person, vilket har sagts var till men för hennes tennisspel. Genom stor beslutsamhet och träningsvilja nådde hon trots detta stora framgångar som tennisspelare. Hennes mor tog i slutet av 1920-talet vid en vistelse i Frankrike kontakt med den amerikanske tennisspelaren Bill Tilden under en av dennes Europaturnéer. Hon lyckades intressera Tilden att träna dottern Cilly. Under Tildens ledning utvecklades Cilly Aussem snabbt som tennisspelare. Framförallt blev hennes forehand mycket effektiv och lika känd i tenniskretsar som senare Steffi Grafs. Hon hade också en förkärlek att slå överraskande stoppbollar. Tilden och Aussem kom att spela flera mixed-dubbel-tävlingar, med segern i Paris 1930 som största framgång. 
Cilly Aussem var en elegant och gladlynt person. Det har sagts att hennes trevliga skratt på tennisbanan lockade många ungdomar att börja spela tennis. I samband med segern i Wimbledon 1931 skickade dåvarande överborgmästaren i Köln, Konrad Adenauer, ett telegram i vilket han skrev (fritt översatt från tyskan); "Cilly, hela Köln gratulerar till den stora segern. Er hemstad är stolt över er".
Hon gifte sig 1936, vid 27 års ålder, med en italiensk greve och drog sig tillbaka från tävlingstennisen. Hennes hälsa blev alltmer vacklande, och hon avled 1963, vid 54 års ålder, i samband med en leveroperation.

## Grand Slam-titlar
- Franska mästerskapen
  - Singel - 1931
  - Mixed dubbel - 1930
- Wimbledonmästerskapen
  - Singel - 1931